# Hành tinh lang thang
Một hành tinh lang thang (còn được gọi là hành tinh trôi nổi tự do, hành tinh mồ côi, hành tinh liên thiên hà, hành tinh không có sao, hoặc hành tinh có khối lượng lớn) là một hành tinh có khối lượng lớn quay trực tiếp quanh thiên hà của nó. Những thiên thể này có thể đã bị đẩy ra hệ hành tinh của chúng hoặc hình thành mà chưa bao giờ bị ảnh hưởng từ lực hấp dẫn của các ngôi sao. Riêng dải Ngân Hà có tới hàng tỉ hành tinh lang thang.
Một số hành tinh lang thang hình thành theo cách tương tự với sao, nên Liên đoàn Thiên văn Quốc tế (IAU) đề xuất gọi các vật thể này là sao dưới lùn nâu. Một ví dụ là Cha 110913-773444, có thể bị đẩy ra khỏi hệ hành tinh của nó hoặc tự hình thành tương tự như các sao dưới lùn nâu. Hành tinh tự do gần Trái Đất nhất được phát hiện, WISE 0855−0714, nằm cách Trái Đất khoảng 7 năm ánh sáng, mặc dù nó rất có thể là một sao dưới lùn nâu.
Các quan sát gần đây về một hành tinh tự do, OTS 44 của Kính thiên văn không gian Herschel và Kính thiên văn rất lớn thấy rằng sự hình thành của các hành tinh thế này bị cô lập. Các quan sát hồng ngoại của kính Herschel cho thấy vật thể này được bao quanh bởi một đĩa gấp ít nhất là 10 lần khối lượng Trái Đất, và có thể tạo thành một hệ hành tinh nhỏ. Các quan sát quang phổ đối với OTS 44 bằng SINFONI của Kính thiên văn rất lớn cho thấy đĩa này có chứa nhiều vật chất, tương tự với các ngôi sao trẻ. Vào tháng 12 năm 2013, một giả thuyết về ngoại mặt trăng của một hành tinh lang thang (MOA-2011-BLG-262) đã được công bố.
Vào tháng 10 năm 2020, OGLE-2016-BLG-1928, một hành tinh lang thang có khối lượng Trái Đất, được phát hiện trong dải Ngân Hà.

## Quan sát

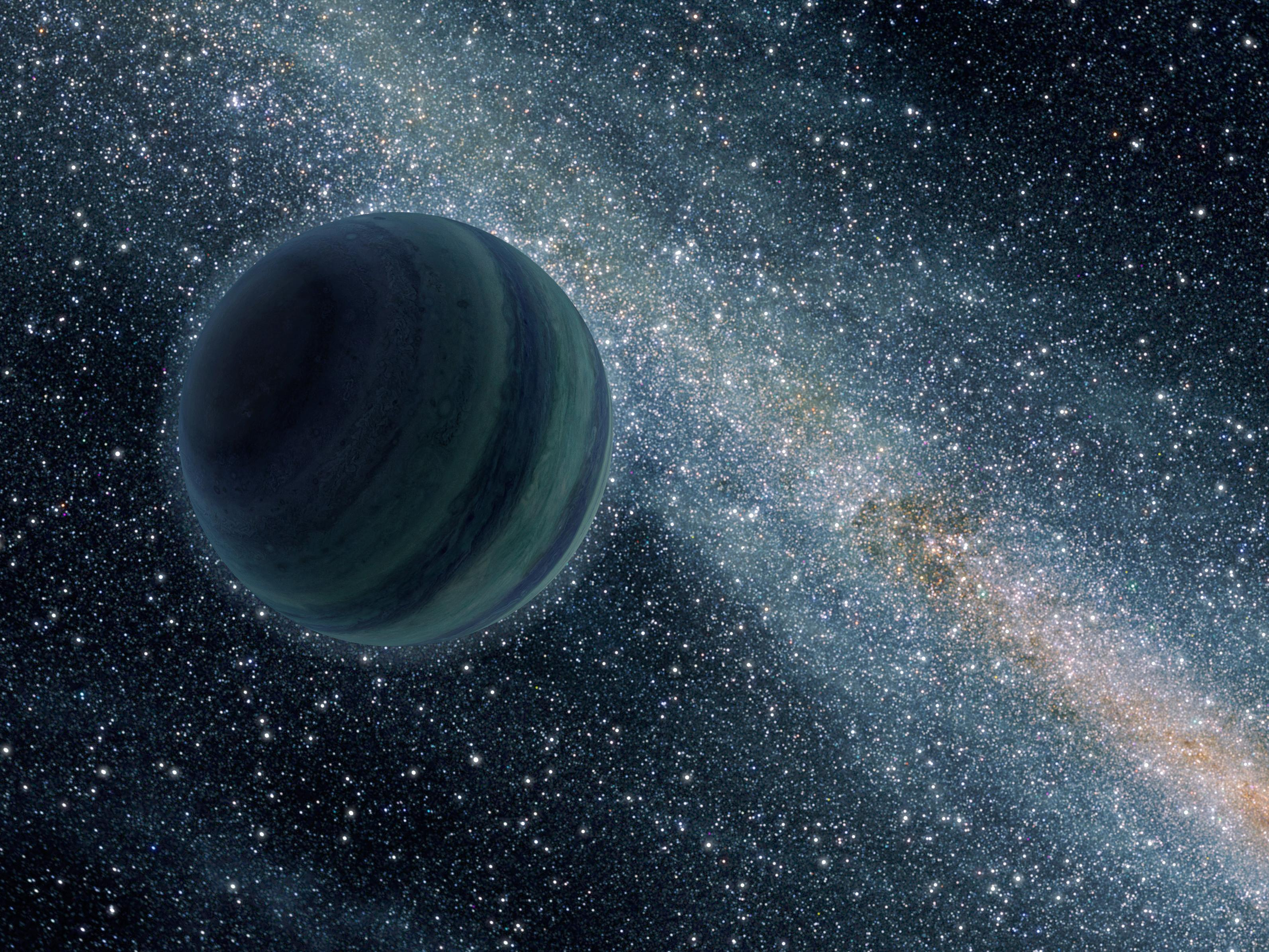
Minh họa một hành tinh lang thang có kích thước tương đương Sao Mộc

Hầu hết các phương pháp tìm kiếm các ngoại hành tinh dựa vào quỹ đạo của các hành tinh qua ngôi sao chủ, nhưng vì hành tinh lang thang không có sao chủ nên không thể dùng các phương pháp như vậy để tìm các hành tinh này. Hai phương pháp được sử dụng là tìm kiếm lực hấp dẫn và hình ảnh trực tiếp. Hình ảnh trực tiếp cho phép các nhà thiên văn học quan sát nó lâu dài. Tuy nhiên chỉ có các vật thể lớn và trẻ mới có thể được quan sát bằng cách này vì những vật thể nhỏ hơn hoặc già hơn không có đủ bức xạ để cho các kính viễn vọng trên Trái Đất nhìn thấy. Mặt khác, do không có ánh sáng của sao chủ nên các hành tinh lang thang rất khó tìm thấy. Khi một vật thể đi qua một ngôi sao, lực hấp dẫn của vật thể tạm thời làm thay đổi bất thường lực hấp dẫn của ngôi sao đó. Nó được phát hiện bởi các phép đo lực hấp dẫn. Nó không thể được quan sát liên tục vì vật thể này đang đi qua ngôi sao, nhưng nó giúp phát hiện nhanh các hành tinh lang thang hơn là các hình ảnh trực tiếp.
Nhà thiên văn học Takahiro Sumi của Đại học Osaka, Nhật Bản và các đồng nghiệp tại nhóm quan sát Khuếch đại siêu nhỏ thuộc Viện Vật lý học thiên thể (MOA) và các nghiên cứu về chiếu xạ quang học (OGLS), đã xuất bản nghiên cứu của họ vào năm 2011. Họ sử dụng kính thiên văn MOA-II dài 1,8 mét tại Đài Quan sát Núi John, New Zealand và kính thiên văn dài 1,3 mét của Đại học Warsaw tại Đài Quan sát Las Campanas, Chile để quan sát hơn 50 triệu ngôi sao trong dải Ngân Hà. Họ đã phát hiện 474 vật thể bằng khuếch đại siêu nhỏ, trong đó có 10 hành tinh có kích thước tương đương với Sao Mộc mà không quay quanh sao chủ. Các nhà nghiên cứu ước tính từ quan sát của họ là trung bình có hai hành tinh lang thang trên số ngôi sao trong Ngân Hà. Các ước tính khác cho ra con số lớn hơn, số hành tinh lang thang nhiều hơn 100.000 lần số ngôi sao trong Ngân Hà, mặc dù nghiên cứu này bao gồm các vật thể giả định nhỏ hơn nhiều so với Sao Mộc. Vào tháng 11 năm 2012, các nhà khoa học đã phát hiện một hành tinh lang thang cách Trái Đất khoảng 100 năm ánh sáng. Một nghiên cứu vào năm 2017 của Przemek Mróz thuộc Đài quan sát Đại học Warsaw và các đồng nghiệp, với số liệu thống kê lớn hơn gấp sáu lần so với nghiên cứu năm 2011, chỉ ra giới hạn trên đối với các hành tinh bay tự do hoặc quỹ đạo rộng có khối lượng Sao Mộc là 0,25 hành tinh trên mỗi sao dãy chính trong dải Ngân Hà.
Các hành tinh lang thang không xác định gần Trái Đất bao gồm WISE 0855−0714 ở khoảng cách 7,27 ± 0,13 năm ánh sáng.
Vào tháng 9 năm 2020, các nhà thiên văn học sử dụng kỹ thuật khuếch đại siêu nhỏ đã báo cáo lần đầu tiên việc phát hiện một hành tinh lang thang có khối lượng Trái đất (tên là OGLE-2016-BLG-1928) không bị ràng buộc với bất kỳ ngôi sao nào và trôi nổi tự do trong dải Ngân Hà.

## Giữ nhiệt trong không gian giữa các sao

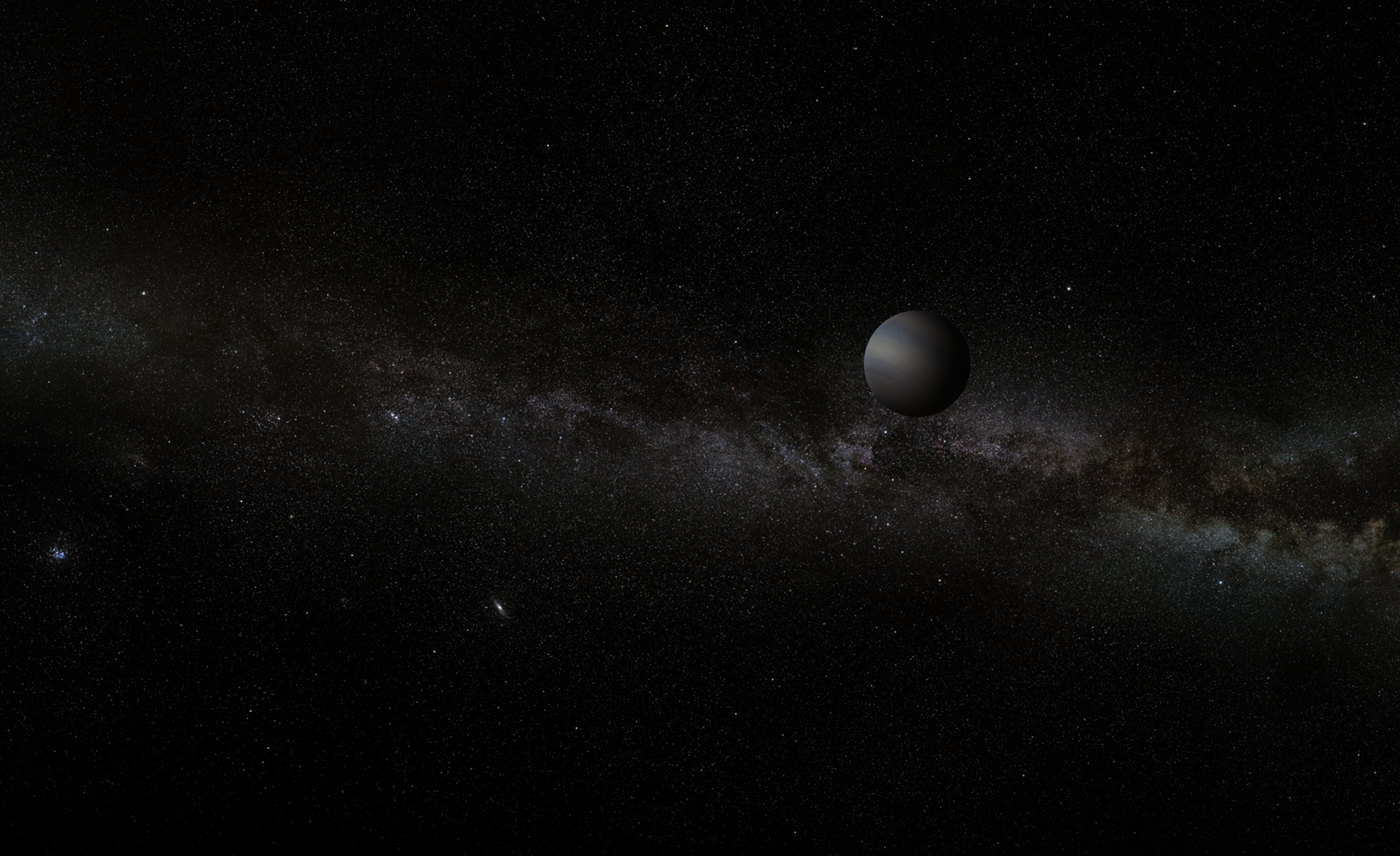
Phác hoạ về một hành tinh lang thang của A. Stelter

Các hành tinh nằm giữa các sao thường phát ra ít nhiệt lượng cũng như chúng không nóng bằng một ngôi sao. Năm 1998, David J. Stevenson đã lý thuyết hóa rằng các vật thể có kích thước tương đương một hành tinh bay vào không gian lạnh rộng lớn giữa các ngôi sao có thể duy trì một bầu khí quyển dày đặc mà không bị đóng băng. Ông cho rằng các bầu khí quyển này được bảo vệ bởi bức xạ hồng ngoại gây ra từ một bầu khí quyển chứa đầy hydro.
Người ta còn ước tính rằng trong quá trình hình thành hệ hành tinh, một số thiên thể tiền hành tinh nhỏ có thể bị đẩy ra khỏi hệ hành tinh. Với sự giảm đi tia cực tím mà thông thường sẽ chiếm đa số trong các thành phần nhẹ hơn của bầu khí quyển, do khoảng cách với sao chủ tăng, bầu khí quyển sẽ chủ yếu là hydro và heli, sẽ dễ dàng hạn chế ảnh hưởng từ lực hấp dẫn của một vật thể có kích thước tương đương Trái Đất.
Người ta tính toán rằng, đối với một vật thể có kích cỡ Trái Đất với một kilobar áp suất khí quyển là hydro, trong đó một quá trình đoạn nhiệt hình thành, năng lượng địa nhiệt phân rã đồng vị phóng xạ cốt lõi còn lại sẽ duy trì nhiệt độ bề mặt bằng với điểm nóng chảy của nước. Do đó, người ta đề xuất rằng những hành tinh này vẫn có thể hoạt động địa chất trong một thời gian dài, tạo ra một bầu khí quyển bảo vệ hành tinh tương tự như từ quyển của Trái Đất, có khả năng các núi lửa dưới đáy biển cung cấp một nguồn năng lượng tối thiểu cho sự sống dưới nước. Về mặt lý thuyết, con người có thể sống trên một hành tinh mà không cần ánh sáng mặt trời, dù cho các nguồn lương thực khá hạn chế. Các nhà khoa học thừa nhận các thiên thể này khó phát hiện do bức xa nhiệt và bức xạ nano cực tím từ tầng thấp hơn của khí quyển yếu, mặc dù các nghiên cứu sau đó cho rằng bức xạ Mặt Trời có phản xạ nhiệt và các phát xạ nhiệt hồng ngoại xa lên một vật thể có thể được phát hiện nếu vật thể đó nằm cách Trái Đất khoảng 1000 đơn vị thiên văn (AU). Một nghiên cứu cho thấy 5% hành tinh lang thang với kích cỡ Trái Đất sẽ có thể giữ lại vệ tinh tự nhiên. Một vệ tinh lớn đóng vai trò quan trọng trong khóa thủy triều.

## Đĩa tiền hành tinh của sao dưới lùn nâu?
Gần đây, người ta đã phát hiện một số ngoại hành tinh như 2M1207b quay quanh sao lùn nâu 2M1207, có một đĩa mảnh vụn. Nếu một số vật thể giữa các sao lớn gọi là sao (sao dưới lùn nâu), thì các mảnh vụn này có thể hợp lại thành một hành tinh, có nghĩa đĩa này là đĩa tiền hành tinh. Còn nếu những vật thể này xem là hành tinh thì các mảnh vụn hợp lại làm vệ tinh. Thuật ngữ "sao lùn nâu" chỉ các ngôi sao có khối lượng nằm giữa sao và hành tinh.

## Danh sách những vật thể đã biết hoặc có thể là hành tinh lang thang
Bảng dưới đây liệt kê các hành tinh lang thang, đã xác nhận hay còn đang nghi ngờ, đều đã được phát hiện. Chưa rõ liệu những hành tinh này đã từng có quỹ đạo quanh một ngôi sao nào đó, hay có quỹ đạo quanh thiên hà và hình thành riêng lẻ dưới dạng sao dưới lùn nâu. Hiện vẫn chưa rõ các hành tinh lang thang có khối lượng đặc biệt thấp (chẳng hạn như OGLE-2012-BLG-1323 và KMT-2019-BLG-2073) có khả năng tự hình thành hay không.
| Ngoại hành tinh            | Khối lượng (MJ)  | Tuổi (Myr)      | Khoảng cách (ly) | Trạng thái | Khám phá |
| -------------------------- | ---------------- | --------------- | ---------------- | --- | -------- |
| OTS 44                     | ~11,5            | 0,5-3           | 554              | Có thể là sao lùn nâu khối lượng thấp | 1998     |
| S Ori 52                   | 2-8              | 1-5             | 1150             | Tuổi và khối lượng không chắc chắn; có thể là một sao lùn nâu                                                                                 | 2000     |
| S Ori 70                   |                  |                 |                  | | 2002     |
| Cha 110913-773444          | 5-15             | ~2              | 529              | Chưa xác định | 2004     |
| SIMP J013656.5+093347      | 11-13            | ~200            | 20-22            | Chưa xác định | 2006     |
| UGPS J072227.51-054031.2   | 5-40             |                 | 13               | Khối lượng không chắc chắn | 2010     |
| M10-4450                   | 2-3              |                 | 325              | Chưa xác định | 2010     |
| WISE 1828+2650             | 3-6 hoặc 0,5-20  | 2-4 hoặc 0,1-10 | 47               | | 2011     |
| CFBDSIR 2149-0403          | 4-7              | 110-130         | 117-143          | Chưa xác định | 2012     |
| WISE 0535−7500             |                  |                 | 47               | | 2012     |
| MOA-2011-BLG-262           | ~4               |                 |                  | Có thể là sao lùn đỏ | 2013     |
| PSO J318.5-22              | 5,5-8            | 21-27           | 80               | Xác nhận | 2013     |
| 2MASS J2208+2921           | 11-13            | 21-27           | 115              | Chưa xác định; vận tốc xuyên tâm cần thiết | 2014     |
| WISE J1741-4642            | 4-21             | 23-130          |                  | Chưa xác định | 2014     |
| WISE 0855−0714             | 3-10             | >1.000          | 7,1              | Tuổi không chắc chắn; nhưng già do vật thể lân cận mặt trời; Không xác định ngay cả với độ tuổi già là 12 Gyrs (tuổi của vũ trụ là 13,7 Gyrs) | 2014     |
| 2MASS J12074836–3900043    | 11-13            | 7-13            | 200              | Chưa xác định; khoảng cách cần thiết | 2014     |
| SIMP J2154–1055            | 9-11             | 30–50           | 63               | Thắc mắc về tuổi | 2014     |
| SDSS J111010.01+011613.1   | 10-12            | 110-130         | 63               | Xác nhận | 2015     |
| 2MASS J11193254–1137466 AB | 4-8              | 7-13            | ~90              | Chưa xác định | 2016     |
| WISEA 1147                 | 5-13             | 7-13            | ~100             | Chưa xác định | 2016     |
| 2MASS J1119–1137           | 4-8              | 7-13            | 94               | Chưa xác định; khoảng cách cần thiết | 2016     |
| OGLE-2012-BLG-1323         | 0,007245-0,07245 |                 |                  | Chưa xác định; khoảng cách cần thiết | 2017     |
| OGLE-2017-BLG-0560         | 1,9-20           |                 |                  | Chưa xác định; khoảng cách cần thiết | 2017     |
| MOA-2015-BLG-337L          | 9,85             |                 | 23,156           | Thay vào đó có thể là một sao lùn nâu đôi | 2018     |
| KMT-2019-BLG-2073          | 0,19             |                 |                  | Chưa xác định; khoảng cách cần thiết | 2020     |
| OGLE-2016-BLG-1928         | 0,001-0,006      |                 | 30.000-180.000   | Chưa xác định | 2020     |
| WISE J0830+2837            | 4-13             | >1.000          | 31,3-42,7        | Tuổi không chắc chắn, nhưng già vì vận tốc cao (Vtan cao là dấu hiệu của một quần thể sao già), Chưa xác định nếu trẻ hơn 10 Gyrs             | 2020     |
| OGLE-2019-BLG-0551         | 0,0242           |                 |                  | Thiếu đặc điểm | 2020     |

## Hành tinh lang thang trong văn học
Cuốn tiểu thuyết của Geogre R. R. Martin năm 1977 Dying of the Light với cốt truyện tập trung vào một hành tinh lang thang tên là Worlorn khi nó đi vào một hệ sao gần đó.
Bộ phim khoa học viễn tưởng của Mỹ Star Trek: Enterprises đã phát sóng một tập phim vào ngày 20 tháng 3 năm 2002 với tựa đề Rogue Planet, nơi một phi hành đoàn gặp một hành tinh lang thang trong vũ trụ. Do luồng gió tấn xích đạo của hành tinh đó, đủ nhiệt và oxi cho phi hành đoàn sống sót và khám phá khám phá khu vực mà không cần EVA phù hợp.
Cuốn tiểu thuyết Dark Eden năm 2012 của tác giả người Anh Chros Beckett có nói về một hành tinh lang thang tên là "Eden" có hậu duệ của một người phụ nữ và một người đàn ông mắc kẹt ở đó hơn 200 năm trước đó.
Trong phim Melancholia của Lars von Trier, với cốt truyện là một hành tinh lang thang phá hủy Trái Đất.